# Petrologia
A petrologia, do grego petros (rocha) + logos (conhecimento), é o ramo da geologia que trata da origem, ocorrência, estrutura e história das rochas. 
Existem três campos de estudo principais em petrologia: ígnea, sedimentar e metamórfica:
- A petrologia ígnea foca a composição e textura de minerais e rochas ígneas (como o granito e o basalto, que cristalizam a partir de rocha fundida ou magma).
- A petrologia sedimentar foca a composição e textura de rochas sedimentares (como o calcário e o arenito, compostas por partículas sedimentares cimentadas por uma matriz de material mais fino), e seu conteúdo clástico e bioclástico (fósseis).
- A petrologia metamórfica foca a composição e textura de rochas metamórficas (como o gneisse e o xisto, que começaram por ser rochas ígneas ou sedimentares mas que sofreram alterações químicas, mineralógicas ou texturais devido a temperaturas e/ou pressões extremas).

A petrologia faz uso da mineralogia, da petrografia microscópica e das análises químicas para descrever a composição e textura das rochas. Modernamente, são também aplicados os princípios da geoquímica e geofísica através do estudo de tendências e ciclos geoquímicos e da utilização de dados termodinâmicos em experiências com o objectivo de melhor compreender as origens das rochas. Na área sedimentar, também são aplicadas técnicas de petrografia de fósseis e paleohistologia.